# Festulolium holmbergii
Festulolium holmbergii är en gräsart som först beskrevs av Ignaz Dörfler, och fick sitt nu gällande namn av Paul Victor Fournier. Festulolium holmbergii ingår i släktet Festulolium och familjen gräs. Inga underarter finns listade i Catalogue of Life.